# Christian Gelhaar
Christian August Gelhaar, född 10 juni 1810 i Stockholm, död 1 november 1878 i Jakob och Johannes församling, Stockholm, var en svensk trumslage, flöjtist och direktör.

## Biografi
Christian Gelhaar föddes 10 juni 1810 i Stockholm. Han var son till klarinettisten Carl Sigismund Gelhaar och Anna Margareta Palm. Han blev 1 mars 1841 anställd som flöjtist vid Kungliga Hovkapellet i Stockholm och trumslagare.
Gelhaar gifte sig 10 november 1855 med Anna Walldéen. 1858 blev han befordrad med svärdstecknet. Gelhaar var även regementstrumslagare vid Andra livgardet.
Han avled i sitt hem på Ålandsgatan 31 i Jakobs församling i Stockholm den 1 november 1878 efter att han blivit sjuk i "Organiskt Hjertfel;Vattusot;Lungkatarrh;(Vitium cordis organ.;Anasarca;Catarrh. pulm.)" enligt dödsbeviset, 